# Kaffekokare
Kaffekokare är ett hushållsredskap som används vid beredning av kaffedryck. Vanligtvis tillförs såväl vatten som rostat kaffe (grovmalet) i en behållare som sedan värms upp till dess att det kokar. Strax innan servering separeras det malda kaffet från den färdiga drycken. 
En kaffekokare använder inget filter, till skillnad från en kaffebryggare.